# Zbigniew Seweryn
 (juillet 2019).
Si vous disposez d'ouvrages ou d'articles de référence ou si vous connaissez des sites web de qualité traitant du thème abordé ici, merci de compléter l'article en donnant les références utiles à sa vérifiabilité et en les liant à la section « Notes et références ».
Zbigniew Seweryn, né le 24 février 1948 à Sosnowiec, est un footballeur polonais qui évolue au poste de milieu de terrain.

## Biographie
Zbigniew Seweryn a principalement joué dans sa ville natale, Sosnowiec, entre 1967 et 1978, avant d'entamer une carrière française qui l'a mené à Tours (1978-1981), Angers (1981-1982) et Abbeville (1982-1985), avant de retourner à Sosnowiec pour terminer sa carrière (1985-1986).

Il a joué 4 matchs en Coupe des Coupes en 1971-1972 et 1977-1978, et 2 matchs lors de la Coupe UEFA 1972-1973, tous avec le Zagłębie Sosnowiec.

## Carrière
1967-1978 :  Zagłębie Sosnowiec (D1)

1978-1981 :  Tours FC (D2 - D1)

1981-1982 :  Angers SCO (D2)

1982-1985 :  SC Abbeville (D2)

1985-1986 :  Zagłębie Sosnowiec (D1)